# Eleição municipal de Alvorada em 2016
A eleição municipal de Alvorada em 2016 foi realizada no dia 2 de outubro de 2016 para eleger um prefeito, um vice-prefeito e 17 vereadores no município de Alvorada, no estado brasileiro do Rio Grande do Sul. Foram eleitos Jose Arno Appolo Amaral (PMDB) e Valter Slayfer (PDT) para os cargos de prefeito e vice-prefeito, respectivamente. Seguindo a Constituição, os candidatos são eleitos para um mandato de quatro anos a se iniciar em 1º de janeiro de 2017.
O pleito em Alvorada foi parte das eleições municipais nas unidades federativas do Brasil. Alvorada foi um dos 1.022 municípios vencidos pelo PMDB; no Brasil, há 5.570 cidades.
A disputa para as 17 vagas na Câmara Municipal de Alvorada envolveu a participação de 275 candidatos. O candidato mais bem votado foi Cristiano Schumacher da Luz (PT), que obteve 2.317 votos.

## Antecedentes
De 1992 a 1996 Appolo foi prefeito de Alvorada. Na época, várias ruas foram calçadas, como a Avenida Salomé, Caxambu e Olegário José Guimarães. Por outro lado, não foi efetuado o pagamento do 13º salário aos servidores no início de 1997 e, quando entregou o cargo à Stela Farias, o Parque Rodoviário estava em péssimas condições — indo vários veículos e maquinário a leilão. Appolo também já foi vereador e delegado em Alvorada.

## Eleitorado
O município de Alvorada, em 2016, possuía 195.673 habitantes. A decisão para os cargos da administração municipal, segundo o Tribunal Superior Eleitoral, contou com 119.228 eleitores aptos e 11.623 abstenções, de forma que 9,75% do eleitorado não compareceu às urnas naquele turno.

## Candidatos
Foram nove candidatos à prefeitura em 2016: Appolo (PMDB), Giovana Thiago (PT), Profª Nadir Machado (PTB), Douglas Martello (DEM), Rosseto (PSOL), Meri Brum (PR), Jussara Mendes (PSD), Marconi Olguins (PSDB), Carlos Drebes (PEN).

## Campanha
Dentre as propostas de campanha de Appolo, estiveram: a melhoria nos atendimentos à população (como no saneamento básico), o incentivo à pequena industrialização e o ensino profissionalizante. “Nós confiamos no povo de Alvorada e pedimos que o povo confie em nós. Nós vamos trabalhar muito, trabalhar sério para minimizar os problemas do alvoradense”, disse em entrevista ao jornal A Semana. Na área da segurança, Appolo propôs a reorganização do programa PROERD, em parceria com a Brigada Militar e Secretaria de Educação. A campanha de Appolo foi feita a pé e passou por todos os bairros e vilas de Alvorada.

## Resultados

### Prefeito
No dia 2 de outubro de 2016, Jose Arno Appolo do Amaral foi eleito com 38,94% dos votos válidos. O Tribunal Superior Eleitoral também contabilizou 9,75% de abstenções nesse turno.
| Candidato(a)                             | Vice                              | Coligação                                      | Votos recebidos | Percentual |
| ---------------------------------------- | --------------------------------- | ---------------------------------------------- | --------------- | ---------- |
| Jose Arno Appolo do Amaral (MDB)         | Valter Luiz Slayfer               | Alvorada para os Alvoradenses                  | 31414           | 38.94%     |
| Giovana dos Santos Thiago (PT)           | Marcelo Machado dos Santos        | Frente Popular                                 | 14004           | 17.36%     |
| Nadir Terezinha da Rosa Machado (PTB)    | Mario Gonçalves                   | Uma Alvorada para o Futuro                     | 13578           | 16.83%     |
| Douglas Martello de Souza Silveira (DEM) | Francisco Osorio Barcelos Ourique | Inova Alvorada                                 | 9131            | 11.32%     |
| Rodinei Rosseto (PSOL)                   | Moisés de Oliveira Matusiak       | Partido Socialismo e Liberdade (sem coligação) | 4778            | 5.92%      |
| Meriane Brum (PR)                        | Vilmar Benini                     | Orgulho de Ser Alvorada                        | 4414            | 5.47%      |
| Jussara Teresinha Pinto Mendes (PSD)     | Juraci Teresinha Pereira Vieira   | Partido Social Democrático (sem coligação)     | 1795            | 2.22%      |
| Marconi da Silva Olguins (PSDB)          | Fabiana Ortiz Rodrigues           | Alvorada Quer Mais                             | 901             | 1.12%      |
| Carlos Armando Gomes (PATRI)             | Enivaldo de Souza Guterres        | Patriota (sem coligação)                       | 666             | 0.83%      |

### Vereador
Na decisão para o cargo de vereador na eleição municipal de 2016, foram eleitos 17 vereadores com um total de 86.572 votos válidos. O Tribunal Superior Eleitoral contabilizou 10.741 votos em branco e 10.292 votos nulos. De um total de 119.228 eleitores aptos, 11.623 (9,75%) não compareceram às urnas.
Pelo segundo pleito consecutivo, Schumacher (PT) foi eleito com o maior número de votos, foram 2.317 (2.106 votos a menos que nas eleições de 2012).
O PMDB foi o partido com o maior número de vereadores eleitos (5), seguido por PT (3), PDT (3), PTB (3), PSB (1), PP (1), DEM (1).
| Nome                             | Partido político                       | Coligação                                        | Votos recebidos | Percentual |
| -------------------------------- | -------------------------------------- | ------------------------------------------------ | --------------- | ---------- |
| Cristiano Schumacher da Luz      | Partido dos Trabalhadores (PT)         | Partido dos Trabalhadores (sem coligação)        | 2317            | 2.68%      |
| Jose Geraldo de Farias           | Partido Democrático Trabalhista (PDT)  | Partido Democrático Trabalhista (sem coligação)  | 2136            | 2.47%      |
| Juliano Roman Marinho            | Partido dos Trabalhadores (PT)         | Partido dos Trabalhadores (sem coligação)        | 1895            | 2.19%      |
| Darci Luiz Barth                 | Movimento Democrático Brasileiro (MDB) | Movimento Democrático Brasileiro (sem coligação) | 1844            | 2.13%      |
| Cladir Cardoso Leandro           | Partido dos Trabalhadores (PT)         | Partido dos Trabalhadores (sem coligação)        | 1786            | 2.06%      |
| Delanor Bif de Lagos             | Partido Democrático Trabalhista (PDT)  | Partido Democrático Trabalhista (sem coligação)  | 1590            | 1.84%      |
| Airton de Oliveira Pacheco       | Movimento Democrático Brasileiro (MDB) | Movimento Democrático Brasileiro (sem coligação) | 1507            | 1.74%      |
| Neuza Machado Teixeira           | Movimento Democrático Brasileiro (MDB) | Movimento Democrático Brasileiro (sem coligação) | 1495            | 1.73%      |
| Julio Gamaliel Inchauste Pires   | Movimento Democrático Brasileiro (MDB) | Movimento Democrático Brasileiro (sem coligação) | 1435            | 1.66%      |
| Sara da Silva Pires              | Movimento Democrático Brasileiro (MDB) | Movimento Democrático Brasileiro (sem coligação) | 1420            | 1.64%      |
| Nelson Duarte Fernandes          | Partido Trabalhista Brasileiro (PTB)   | Partido Trabalhista Brasileiro (sem coligação)   | 1376            | 1.59%      |
| Gerson Luis da Silva             | Partido Trabalhista Brasileiro (PTB)   | Partido Trabalhista Brasileiro (sem coligação)   | 1325            | 1.53%      |
| Arlindo Luiz Slayfer             | Partido Democrático Trabalhista (PDT)  | Partido Democrático Trabalhista (sem coligação)  | 1094            | 1.26%      |
| Claudia Kaelher da Silva Girelli | Partido Trabalhista Brasileiro (PTB)   | Partido Trabalhista Brasileiro (sem coligação)   | 1035            | 1.2%       |
| Celmir Martello                  | Democratas (DEM)                       | Alvorada Diferente                               | 1011            | 1.17%      |
| Claudiomiro Ferrando Borges      | Partido Progressista (PP)              | Alvorada Diferente                               | 847             | 0.98%      |
| Reginaldo Cardoso Rocha          | Partido Socialista Brasileiro (PSB)    | Partido Socialista Brasileiro (sem coligação)    | 831             | 0.96%      |

## Análise
Appolo foi eleito com 38,94% dos votos válidos, derrotando logo no primeiro turno a candidata Giovana Thiago (PT), que obteve 17,36% dos votos válidos. Ao ser questionado a que motivo ele atribui sua vitória nas eleições, Appolo declarou ao jornal A Semana: "Eu sou um cidadão que todos que me conhecem sabem que só faço promessas se posso cumpri-las".